# Седъю (приток Пескиши)
Седъю (Седью) — река в России, течёт по территории Корткеросского района Республики Коми. Устье реки находится в 3 км по правому берегу реки Пескиши.
Длина реки составляет 19 км.

## Данные водного реестра
По данным государственного водного реестра России, относится к Двинско-Печорскому бассейновому округу, водохозяйственный участок реки — Вычегда от истока до города Сыктывкар, речной подбассейн реки — Вычегда. Речной бассейн реки — Северная Двина.
Код объекта в государственном водном реестре — 03020200112103000016316.